# Griphomyia spilota
Griphomyia spilota är en tvåvingeart som beskrevs av Hardy 1987. Griphomyia spilota ingår i släktet Griphomyia och familjen borrflugor. Inga underarter finns listade i Catalogue of Life.